# Carbyne (empresa)
Carbyne é uma empresa de tecnologia de segurança pública que desenvolveu um ecossistema de tratamento de chamadas, que oferece recursos avançados de comunicação habilitados para IP e soluções de chamadas. O ecossistema NG911 digitalizado de ponta a ponta reúne todas as fontes de dados disponíveis para serviços de emergência em um sistema de resposta. Foi fundada por Amir Elichai em 2014, cuja inspiração veio de sua experiência pessoal envolvendo 911.
Carbyne levantou quarenta milhões de dólares em financiamento externo. Os investidores em Carbyne incluem o Founders Fund, Elsted Capital Partners, FinTLV e Kraft Group, entre outros.

## Carbyne
Carbyne era anteriormente conhecido como Reporty e levantou quarenta milhões em financiamento. Em 2015, a empresa ofereceu serviços através do aplicativo "C-Now". Em 2018, a empresa lançou o produto "C-Lite", que se conecta diretamente aos serviços 911, que permitem ao PSAP (Ponto de Atendimento de Segurança Pública)  enviar links em momentos de emergência.
A Winbourne Consulting fez uma parceria com Carbyne que ajudará os usuários com as soluções NG911 no momento da emergência. As chamadas de emergência incluem streaming de vídeo ao vivo, detecção de local e fontes de informações de Voz sobre IP.